# مآثرالامرا

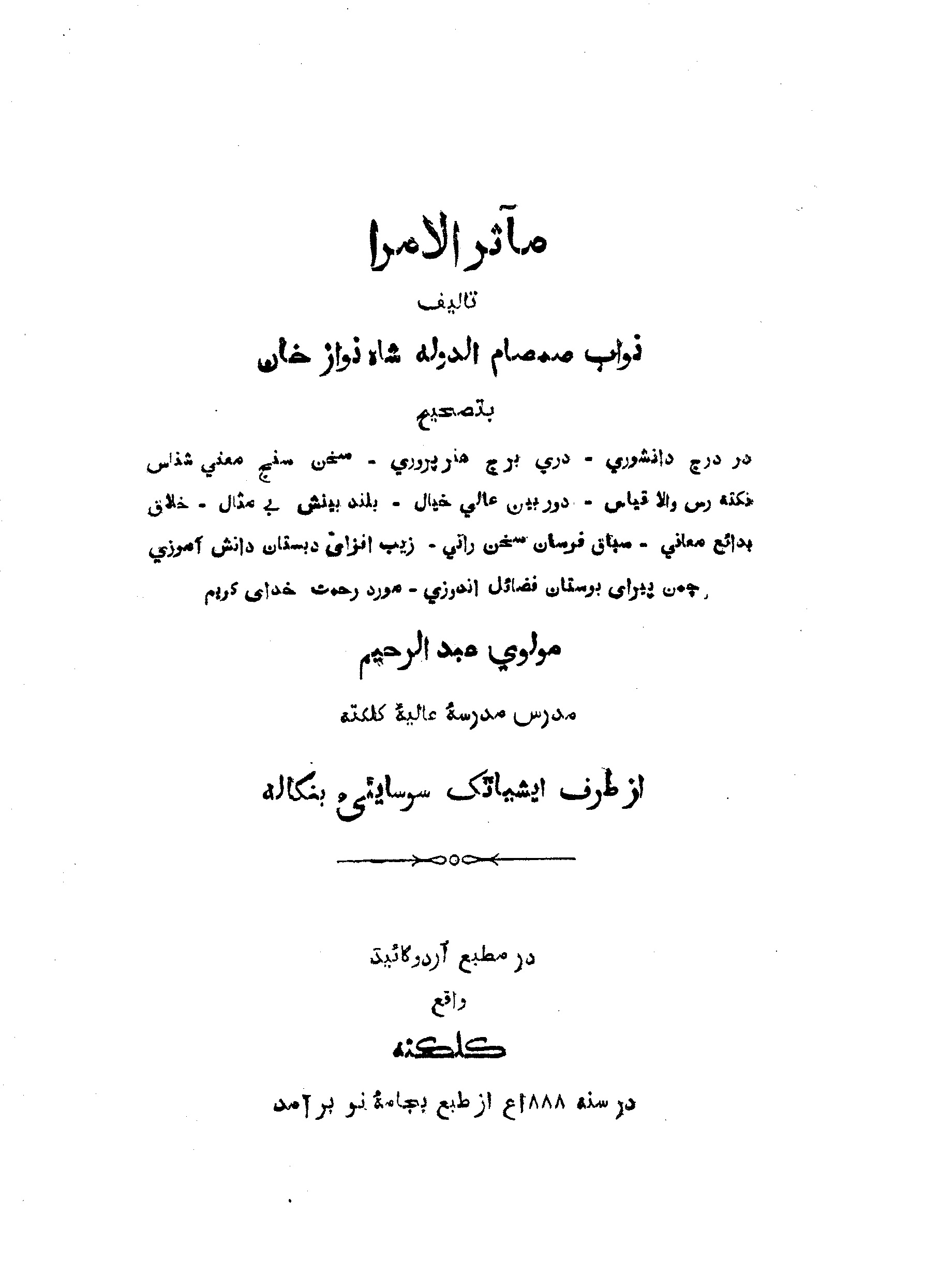
صفحه ای از کتاب چاپ کلکته، ۱۸۸۸

مآثرالامرا کتابی است که توسط عبدالرزاق صمصام الدوله شاهنواز خان و پسرش عبدالحی در اورنگ آباد نوشته شده‌است. این کتاب که به زبان فارسی نگاشته شده‌است، شامل زندگی‌نامه بزرگان امپراتوری گورکانی در خلال سالهای ۱۵۵۵ تا ۱۷۸۰ است.
منابعی که شاهنواز خان از آن‌ها بهره برده شامل چند کتاب تاریخی فارسی است که در مقدمه از آن‌ها نام برده‌است.
ترجمهٔ انگلیسی کتاب توسط بنی پراساد و اچ. بریویج انجام شده‌است.